# Khilchipur
Khilchipur é uma cidade e uma nagar panchayat no distrito de Rajgarh, no estado indiano de Madhya Pradesh.

## Geografia
Khilchipur está localizada a 24° 02′ N, 76° 34′ L. Tem uma altitude média de 394 metros (1292 pés).

## Demografia
Segundo o censo de 2001, Khilchipur tinha uma população de 15 321 habitantes. Os indivíduos do sexo masculino constituem 51% da população e os do sexo feminino 49%. Khilchipur tem uma taxa de literacia de 61%, superior à média nacional de 59,5%: a literacia no sexo masculino é de 72% e no sexo feminino é de 51%. Em Khilchipur, 16% da população está abaixo dos 6 anos de idade.